# Intercambiador Belloni
El Intercambiador Belloni es el único intercambiador del Sistema de Transporte Metropolitano de Uruguay. Se ubica en el barrio de Curva de Maroñas, en la manzana delimitada por las calles Vicenza, Juan Jacobo Rousseau, Avenida José Belloni y Camino Maldonado.

## Características
La intervención propuso un cambio en el trazado de la Avenida José Belloni en su último tramo. Se trata de un predio, donde se ubicaba la plaza Huelga General de 1973 y conformaba una proa entre la Avenida Belloni y Camino Maldonado, dicha plaza, junto con otras construcciones aledañas las cuales fueron expropiadas por la Intendencia de Montevideo, para la creación del intercambiador. Es así que el mismo comenzó a funcionar en noviembre de 2016, tras algunos retrasos en obras durante un año aproximadamente. Se logró así la conexión de Veracierto con la Av. Belloni, mejorando la circulación vehicular en la zona. 
El predio tiene un área 14 500 m². Incluyó la construcción de calles interiores, área de intercambios, andenes y embarques techados, superficies comerciales y servicios, además de la reconstrucción de la plaza Huelga General de 1973.

## Servicios

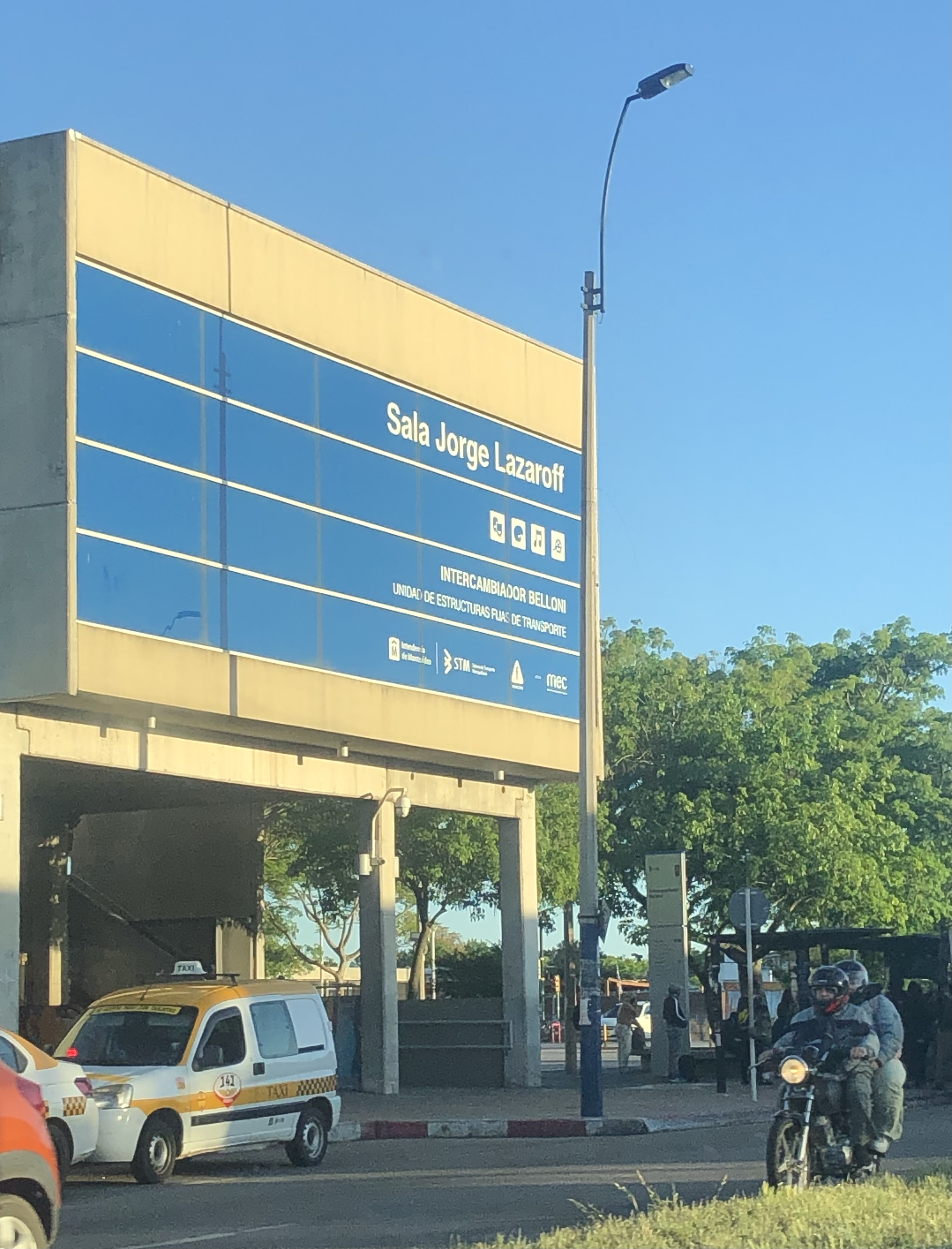
Vista exterior del edificio y de la Sala Lazaroff

Cuenta con todos los servicios relacionados al Sistema de Transporte Metropolitano (venta y recarga de tarjetas, información, servicios para el personal de plataforma, bicicletario, etc.), con servicios complementarios de carácter barrial como el Auditorio Jorge Lazaroff, locales comerciales, agencia del Banco República, oficinas de Identificación Civil y Oficinas Territoriales del MIDES, incluyendo los servicios higiénicos públicos, estacionamientos de autos, bicicletas y parada de taxis.

## Líneas

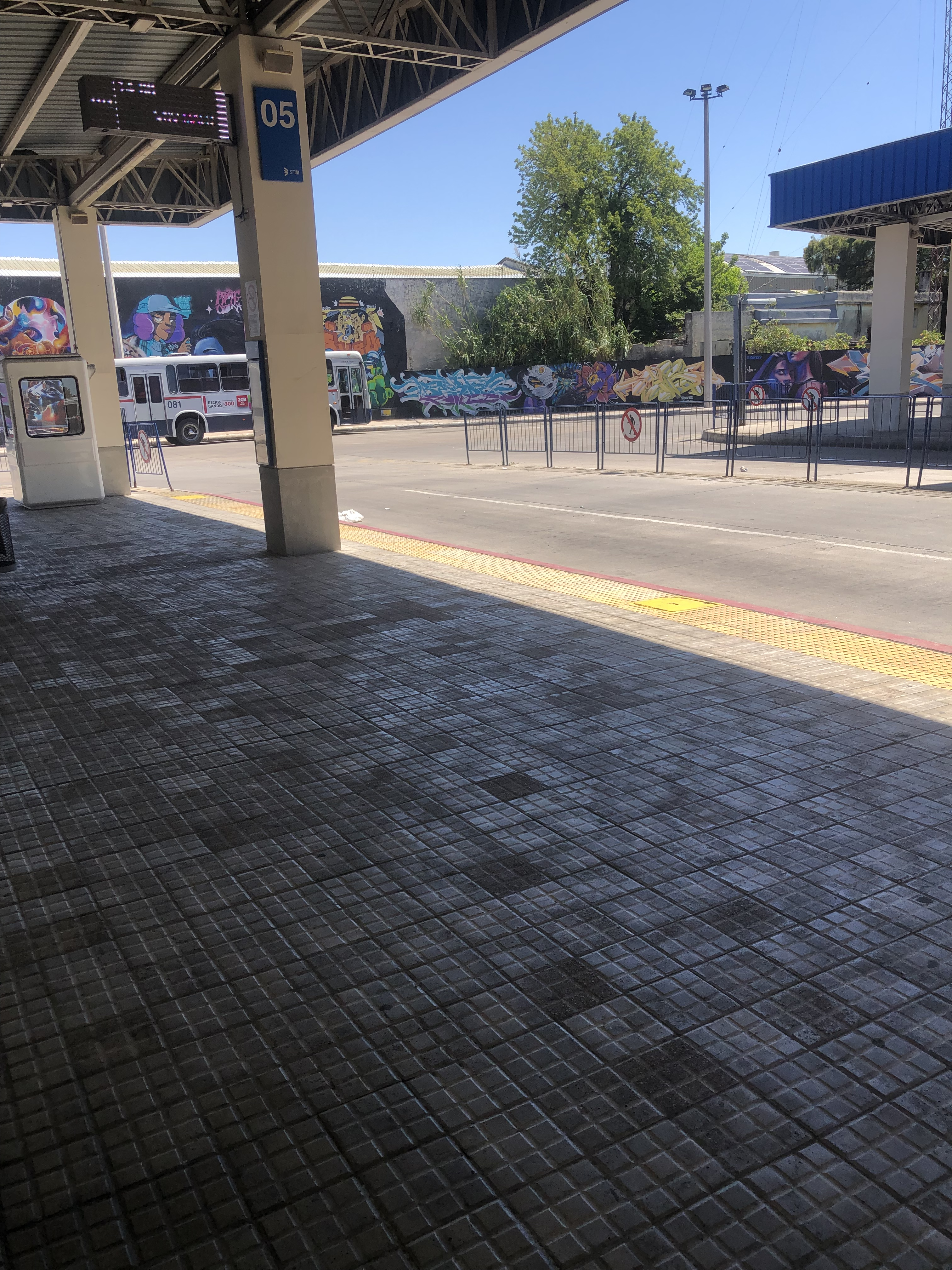
Vista de los andenes

Es un punto intermedio del STM donde se realizan trasbordos entre las líneas troncales, provenientes del Centro y Ciudad Vieja hacia la Terminal Manga y hacia la zona de Villa García, así como su conexión con los circuitos de alimentadoras locales y suburbanas de corta distancia. También se tiene previsto el cambio de modo de transporte de vehículos privados, taxis y bicicletas al transporte colectivo.

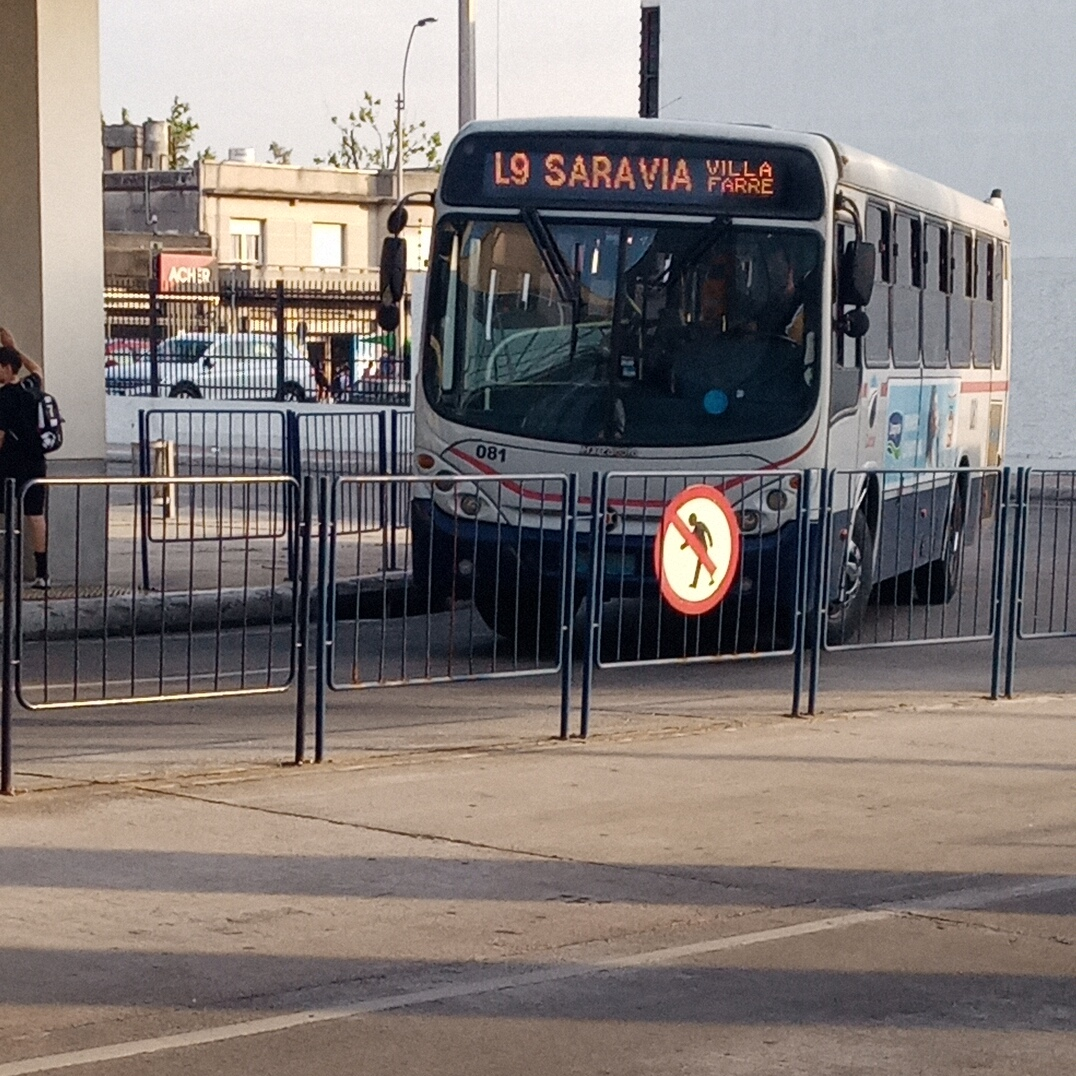
Línea L9 ingresando a su andén

### Líneas que operan dentro del intercambiador

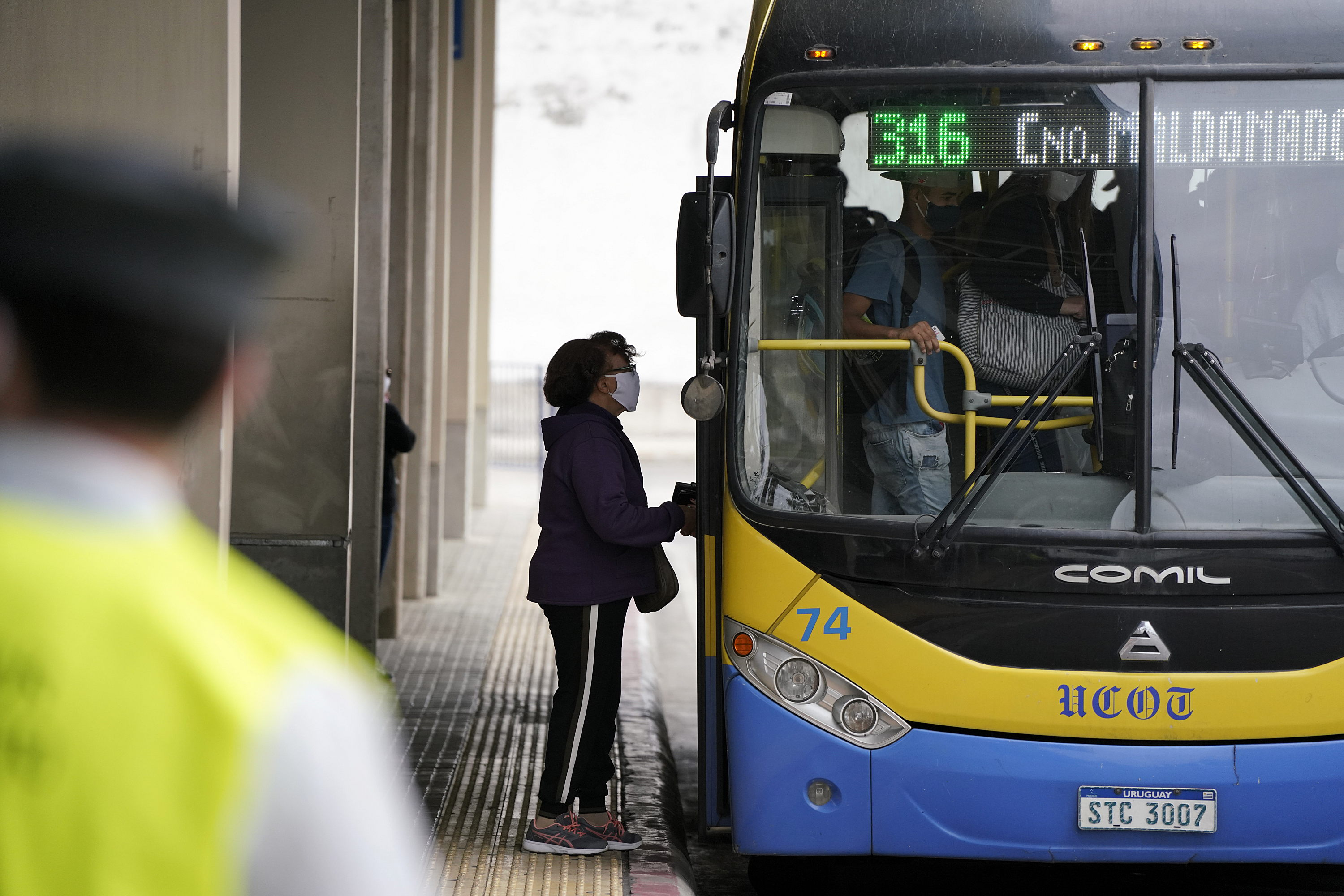
Línea 316 en el Intercambiador Belloni

| 79  | 300 |
| 100 | 306 |
| 103 | 316 |
| 110 | 402 |
| 111 | 404 |
| 112 | 405 |
| 115 | 106 |
| 195 |     |

| 6A  | 750 |
| 6R6 | 751 |
| 15B | 752 |

| L9  | L36 |
| L41 | L46 |

| 7A      | 8A   |
| 10A     | 14A  |
| 14AB    | 14AR |
| 705     | 706  |
| 704 703 |      |